# Eustomias bifilis
Eustomias bifilis är en fiskart som beskrevs av Gibbs, 1960. Eustomias bifilis ingår i släktet Eustomias och familjen Stomiidae. Inga underarter finns listade i Catalogue of Life.